# Dove vai/Tutti vanno via
Dove vai/Tutti vanno via, pubblicato nel 1966, è un singolo del cantante italiano Mario Trevi.

## Storia
Il disco contiene due brani inediti di Mario Trevi in lingua italiana. Il brano Tutti vanno via è presentato da Trevi e Beppe Cardile al Festival delle Rose 1966, rientrando tra le finaliste.

## Tracce
Lato A
- Tutti vanno via (Tony Cucchiara)

Lato B
- Dove vai  (Salvatore Palomba-Eduardo Alfieri)

## Incisioni
Il singolo fu inciso su 45 giri, con marchio Durium- serie Royal (QCA 1366).
Direzione arrangiamenti: M° Eduardo Alfieri.